# Mitreo delle Sette Porte
Il Mitreo delle Sette Porte (IV,V,13) era un mitreo, luogo di culto del mitraismo, che si trovava nella regio IV della città romana di Ostia.

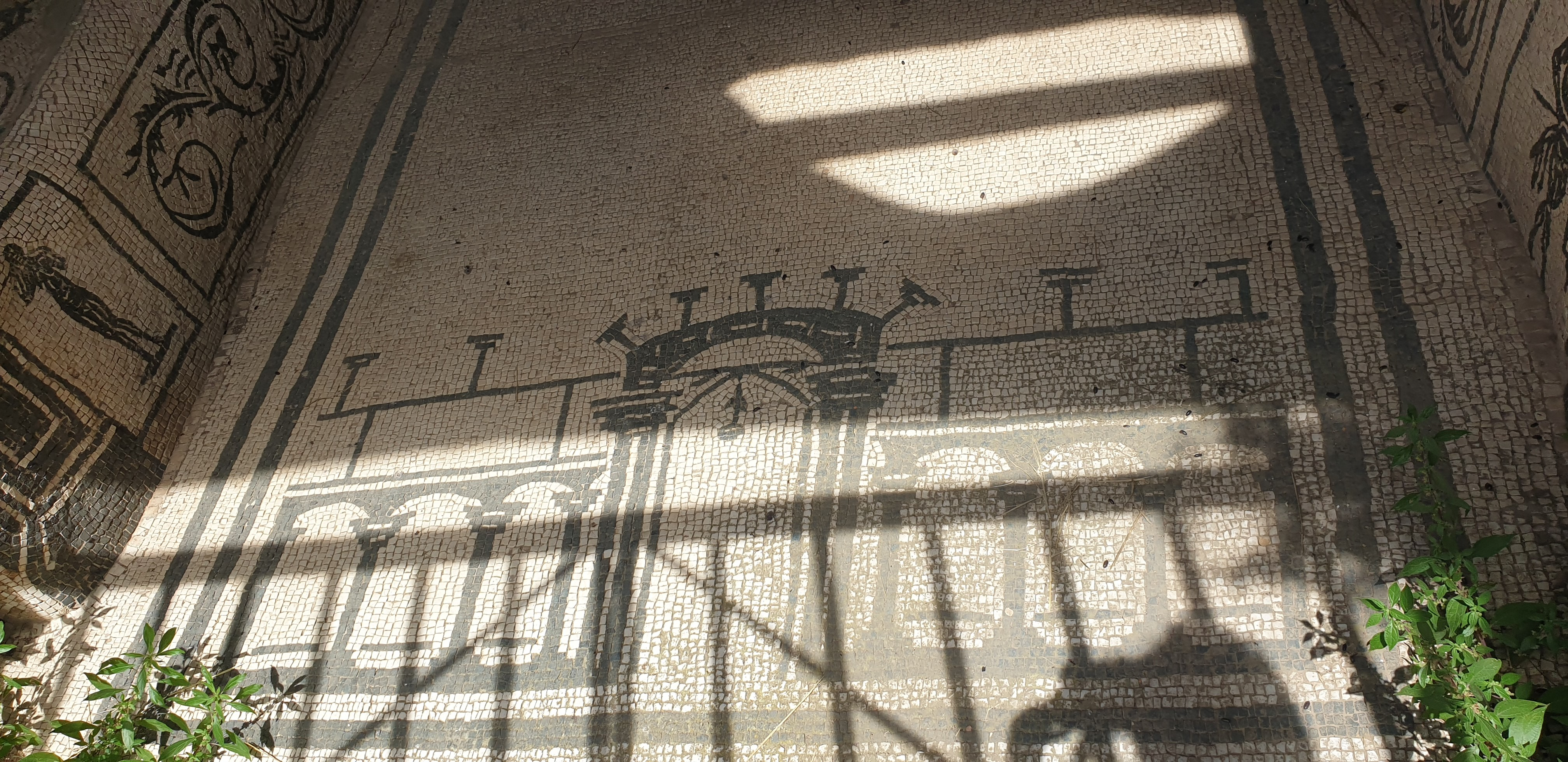
Soglia del mosaico con le sette porte

## Descrizione
Il mitreo, che prende il nome dal mosaico pavimentale, si trova a sud ovest del foro di Ostia, occupando una delle stanze di un magazzino (IV,V,12) del primo secolo d.C., che si trova vicino alle Terme delle Sei Colonne.
Si accede al mitreo attraverso una porta larga due metri, con una soglia in travertino con fori per due porte che si aprono verso l'interno. Podi in mattoni, raggiungibili tramite alcuni gradini in mattoni, furono posti contro le pareti laterali e furono aggiunti un mosaico pavimentale e dei dipinti. All'interno dei podi furono trovate monete di Adriano con una raffigurazione di Roma seduta sulle armi, e di Antonino Pio con una raffigurazione di una figura in piedi che regge una patera e uno scettro. Nel lato verticale dei podi, a metà del santuario, ci sono nicchie rettangolari, dove sono stati trovati due piccoli altari rettangolari in marmo.
L'altare poggia su una base di colonna in marmo, sotto la quale è stata trovata una moneta del II secolo di Faustina minore, moglie di Marco Aurelio, con una raffigurazione di una Cerere seduta che tiene delle spighe di grano. Dietro l'altare, nella parete di fondo, c'è una grande nicchia quadrata ad arco che era dipinta di blu con macchie rosse, il colore del sole e del fuoco. Sopra i podi c'è un dipinto di un giardino, con palme, un simbolo di rinascita.
Tra i podi c'è un mosaico in bianco e nero, sulla cui soglia è rappresentato un ampio cancello centrale fiancheggiato da colonne, ai cui lati ci sono sei porte minori. Le sette porte sono un riferimento alle sette sfere planetarie attraverso cui passavano le anime degli iniziati; la porta principale era decorata d'oro e appartiene al Sole.  Altre raffigurazioni a mosaico compaiono sul lato verticale dei podi, tra le quali Marte con un elmo, Luna, una donna nuda con una falce di luna sulla testa, Venere che sorge dal mare, e Mercurio nudo, con borsa e caduceo.